# Nekropolitik
Nekropolitik är makten över död och i förlängningen liv. Begreppet har mest gjorts känt av den kamerunske filosofen Achille Mbembe som menar att död är frånvaron av ett meningsfullt liv. Nekropolitik blir på så vis skapandet av teser för vad som ska klassificeras som liv eller ej och hur människor ska leva alternativt dö. Denne exemplifierade bland annat utifrån slavliv under kolonialtiden där slavarna i egentlig mening var vare sig levande eller döda utan befann sig i ett fantomliknande tillstånd . Död som symbolvärde har också betonats av andra tänkare. I Sovjetunionen användes bland annat Lenins fysiska kropp som ett maktincitament där innehavaren av kroppen fick makt både över den kommunistiska ideologin som Sovjetunionen.